# Teluk Jambe
Teluk Jambe is een bestuurslaag in het regentschap Karawang van de provincie West-Java, Indonesië. Telukjambe telt 18.951 inwoners (volkstelling 2010).